# 三野雄大
三野 雄大（みの ゆうだい、6月29日 - ）は、日本の男性声優。大阪府出身。青二プロダクション所属。

## 略歴
中学時代の頃にアニメを見ていてふと、「キャラクターの声を演じる仕事ってどんな仕事なんだろう」と気になったのがきっかけで声優を目指した。
大阪芸術大学放送学科卒業。在学中には『大阪芸大テレビ』のキャスターやリポーターを務めた。

## 人物
趣味にはRPGとFPS系のゲームと映画鑑賞、特技には高校、大学時代から弾いていたエレキギター演奏をそれぞれ挙げている。方言は大阪弁。
憧れの声優は緑川光を挙げている。『新機動戦記ガンダムW』を観たのをきっかけに、「こんな魅力的な声質の方がいらっしゃるのか…!」と思い、その後は憧れているという。

## 出演
太字はメインキャラクター。

### テレビアニメ
2019年
- ONE PIECE（2019年 - 2023年、部下、ゾンビ、村人、カイドウ軍）
- ゲゲゲの鬼太郎（第6作）（2019年 - 2020年、男、記者）
- 炎炎ノ消防隊（2019年 - 2020年、第7隊員） - 2シリーズ
- それいけ!アンパンマン（旅人）

2020年
- とある科学の超電磁砲T（敵高男子、男子生徒）
- クレヨンしんちゃん（2020年 - 2024年、漫才師B、舎亜真戸郎〈回想〉、青年、男性D、若い男B 他）
- あひるの空（大栄生徒、サッカー部員、大栄部員）
- A3!（通行人）

2021年
- ワールドトリガー（三浦雄太）
- たとえばラストダンジョン前の村の少年が序盤の街で暮らすような物語（士官学生B）
- ミュークルドリーミー（サッカー部部長、ひこうき） - 2シリーズ
- キングスレイド 意志を継ぐものたち（隊員1）
- はたらく細胞!!（一般細胞1）
- スケートリーディング☆スターズ（部員）
- カードファイト!! ヴァンガード overDress（2021年 - 2023年、観客、メンバー、チームメンバー） - 3シリーズ
- EDENS ZERO（2021年 - 2023年、クリード） - 2シリーズ
- デジモンアドベンチャー:（バコモン）
- D_CIDE TRAUMEREI THE ANIMATION（声、若者）
- 出会って5秒でバトル（張洪文）
- 86-エイティシックス-（管制官、管制クルー）

2022年
- シャドウバースF（男子生徒）
- それでも歩は寄せてくる（男子生徒、生徒、サッカー部員、通行人）
- ラブオールプレー（春日智和）
- デジモンゴーストゲーム（2022年 - 2023年、健太、須崎ユウマ、男）
- 恋愛フロップス（男子生徒）
- 機動戦士ガンダム 水星の魔女（生徒）

2023年
- お隣の天使様にいつの間にか駄目人間にされていた件（男子生徒）
- あやかしトライアングル（生徒）
- 僕とロボコ（花技ルイ、愛は地球を救う…夏）
- イジらないで、長瀞さん 2nd Attack（子供）
- 僕の心のヤバイやつ（小川）
- 逃走中 グレートミッション（隊員）
- 贄姫と獣の王（料理人B）
- パズドラ（トシキ）
- SYNDUALITY Noir（2023年 - 2024年、バッシュ） - 2シリーズ
- 君のことが大大大大大好きな100人の彼女（日焼け）

2024年
- シャングリラ・フロンティア（2024年 - 2025年、黒狼男性A、黒狼男性、黒狼A） - 2シリーズ
- 月が導く異世界道中 第二幕（構成員、シナイ、魔族）
- ザ・ファブル（高橋勝也）
- 黒執事 -寄宿学校編-（生徒）
- WIND BREAKER
- JOCHUM（Bira）
- アオのハコ（2024年 - 2025年、部員）
- ドラゴンボールDAIMA（2024年 - 2025年、ベジータ〈ミニ〉）
- ブルーロック VS. U-20 JAPAN（男子、選手B、観客B）
- 村井の恋（堤晃平）
- 名探偵コナン（配達業者の男）

2025年
- ハニーレモンソーダ（カマキリ）
- ギルドの受付嬢ですが、残業は嫌なのでボスをソロ討伐しようと思います（シビル）
- SAKAMOTO DAYS（乗客）
- ちびまる子ちゃん（友達2、黒田）
- 小市民シリーズ（男子生徒、本田）
- 美男高校地球防衛部ハイカラ!（生徒）
- よふかしのうた Season2（男子生徒A）
- 光が死んだ夏（研修生）

### 劇場アニメ
- 劇場版シティーハンター 〈新宿プライベート・アイズ〉（2019年、PMC隊員）
- ドラゴンクエスト ユア・ストーリー（2019年、兵士、魔物）

### Webアニメ
- 矢場とんオリジナルアニメ『大須のぶーちゃん』（2019年、三河屋）
- 斉木楠雄のΨ難 Ψ始動編（2019年、男子生徒）
- バキ（2020年、観客）
- ニンジャラ 瞳の秘密（2020年、不良）

### ゲーム
2019年
- モンスターストライク（ヤトノカミ）

2020年
- KAMEN RIDER memory of heroez（マスカレイド・ドーパント、屑ヤミー）

2021年
- ソロモンプログラム（歩兵オツ）
- 戦国無双5（足利義昭）
- カウンターサイド（ジェイク・ウォーカー、ロイ・バーネット、大神雅紀）

2022年
- ゼノブレイド3
- コードギアス 反逆のルルーシュ ロストストーリーズ

2023年
- ライザのアトリエ3 〜終わりの錬金術士と秘密の鍵〜（ディアン・ファレル）
- 龍が如く7外伝 名を消した男

2024年
- ポラリスコード（宿木鷹臣）
- ORE'N（2024年 - 2025年、悪魔ロイロ / 大悪魔ロイロ / 卜術師ロイロ、幹部候補生ビリオ / 幹部ビリオ）
- ドラゴンボールスーパーダイバーズ（ベジータ〈ミニ〉）

2025年
- ドラゴンボールZ カカロット（ベジータ〈ミニ〉）

### 吹き替え

#### 映画
- クローゼットに閉じこめられた僕の奇想天外な旅

#### ドラマ
- AJ&クイーン（女装家2）
- ボクたちベスト探偵団

### ボイスオーバー
- 7つの海を楽しもう!世界さまぁ〜リゾート
- 日本賞

### テレビ番組
- ぐるっと世界の子ども番組「ピチントゥン－チリの子どもたち」「最初の日」[19]
- 座持ち動画グランプリ
- MANGA甲子園ダイジェスト（ナレーション）

### ラジオドラマ
- 青山二丁目劇場 幸せな家庭（ワタル）

### オーディオドラマ
- Heavenly Helly（2021年、ルーシュ）
- 燈の守り人〜幻想夜話〜（2024年、友ヶ島灯台[20]）

### その他コンテンツ
- 大阪芸大テレビ（2017年 - 2018年、キャスター[4]、リポーター[5]）
- 燈の守り人 灯台音声ガイド 和歌山県和歌山市 友ヶ島灯台（2024年、ナビゲーター）[20]

### シリーズ一覧
1. ↑  第1期（2019年）、第2期『弐ノ章』（2020年）
2. ↑  第1期（2021年）、第2期『みっくす！』（2021年）
3. ↑  Season1（2021年）、続編『will+Dress』Season1（2022年）、続編『will+Dress』Season2（2023年）
4. ↑  第1期（2021年）、第2期（2023年）
5. ↑  第1クール（2023年）、第2クール（2024年）
6. ↑  1st season（2024年）、2nd season（2024年 - 2025年）

### 初出話一覧
1. 1 2  第41話初出
2. ↑  第19話初出
3. ↑  第42話初出
4. 1 2  第9話初出
5. 1 2 3  第13話初出
6. ↑  第20話初出
7. 1 2 3 4 5  第2話初出
8. ↑  第6話初出
9. ↑  第11話初出
10. ↑  第28話初出
11. ↑  第29話初出
12. ↑  第30話初出
13. 1 2 3  第7話初出
14. ↑  第1146話初出
15. ↑  第3話初出
16. ↑  第5話初出
17. ↑  第1476話初出
18. ↑  第1477話初出
19. ↑  第12話初出
20. ↑  第14話初出